# Herbert John Pitman
Herbert John Pitman (Sutton Montis, 20 november 1877 – Pitcombe, 7 december 1961) was een Engelse zeeman en overlevende van de ramp met de Titanic.
Zijn ouders, Henry en Sarah Pitman, waren boeren en hadden in totaal 3 kinderen, met naast Herbert, William en Ida, beide ouder dan Herbert. Herberts vader stierf toen hij 3 jaar oud was, in 1880. Zijn moeder hertrouwde daarna met Charles Candy. Zijn oudere broer William werd naar familie gestuurd, omdat er te weinig geld was om voor alle 3 de kinderen te zorgen. 
Na een verder zorgeloze jeugd ging Herbert toen hij 18 jaar was, bij de koopvaardij. Hij kreeg 11 jaar les, waarin hij in mei 1900 zijn tweede-stuurmansdiploma, in juni 1902 zijn eerste-stuurmansdiploma en in augustus 1906 zijn masterdiploma bemachtigde.
In 1906 ging hij naar de White Star Line. Hier voer hij voordat hij op de RMS Titanic geplaatst werd op de Dolphin en Majestic, waar hij op beide schepen begon als 4e stuurman om daarna tot 3e stuurman en daarna tot 2e stuurman gepromoveerd te worden. Als laatste voer hij op de Oceanic als 4e stuurman. De rang van 3e stuurman kreeg hij ook op de Titanic, waar hij, samen met collega’s Blair, Lightoller en Moody, vlak voor vertrek op overgeplaatst werd. Van de drie zouden alleen hij en Lightoller (Blair werd van de Titanic afgehaald) de ramp overleven. 
Na de ramp ging hij gewoon door met werken bij de White Star Line. Hij ging op 10 juli 1912 werken op de Oceanic als 3e officier. Later werd hij overgeplaatst naar het zusterschip van de Titanic, de Olympic. Rond die tijd, begin jaren 20, werd de kwaliteit van zijn ogen minder en was hij gedwongen om een lagere rang aan te nemen. Hij werd purser.
Hij zou niet lang op de Olympic werken, want hij stapte over naar de rederij “Shaw, Savill and Albion Company Ltd.” Daar werkte hij als purser op het schip de SS Mataroa. In dezelfde jaren ontmoette hij zijn toekomstige vrouw Mimi Kalman. Herbert zou nog 20 jaar als purser bij de rederij werken. In maart 1946 werd hij door de rederij beloond door hem lid te maken van de British Empire Order. Na de onderscheiding ging hij met pensioen.
Herbert ging in Pitcombe, Somerset wonen, samen met een nichtje; Mimi was ondertussen overleden. Hier leefde hij vredig, totdat hij op 7 december 1961 stierf, op 84-jarige leeftijd, aan de gevolgen van een subarachnoïdale bloeding.